# Capnodiales
Capnodiales es un orden de hongos de la clase Dothideomycetes muy diverso, inicialmente basado en la familia Capnodiaceae, también conocida como mohos hollín. Los mohos hollín crecen como epífitos, formando masas de células negras en las hojas de las plantas y a menudo se asocian con la melaza secretada por los insectos que se alimentan de la savia de la planta. Este orden diverso se ha ampliado con la adición de varias familias que anteriormente se pensaba que no tenían relación. Por tanto también incluye saprofitos, endófitos, patógenos de plantas, líquenes y levaduras que habitan en rocas. Las nuevas incorporaciones incluyen al género Mycosphaerella que contiene los agentes causales de varias enfermedades de cultivos y árboles económicamente importantes. Un pequeño número de estos hongos también pueden parasitar a humanos y animales, incluidas las especies capaces de colonizar los tallos del cabello humano (Piedraia hortae) que causa la micosis conocida como "piedra negra".

## Familias
Incluye las siguientes familias:
- Antennulariellaceae
- Capnodiaceae
- Coccodiniaceae
- Davidiellaceae
- Euantennariaceae
- Metacapnodiaceae
- Mycosphaerellaceae
- Piedraiaceae
- Teratosphaeriaceae